# Trisetella regia
Trisetella regia är en orkidéart som beskrevs av Willibald Königer. Trisetella regia ingår i släktet Trisetella och familjen orkidéer. Inga underarter finns listade i Catalogue of Life.